# Димитров, Никола
Никола Димитров (макед. Никола Димитров, алб. Nikola Dimitrov) (род. 30 сентября 1972 года) — северомакедонский политик и дипломат, (с 30 августа 2020 года) вице-премьер по вопросам европейской интеграции Северной Македонии.
С 31 мая 2017 года по 30 августа 2020 года — министр иностранных дел Республики Северная Македония. С 1 декабря 2002 года по 6 июля 2006 года — 2-й посол Республики Северная Македония в Соединённых Штатах Америки.
Также был с 2000 года заместителем министра иностранных дел Республики Северная Македония, с октября 2009 года по март 2013 года — послом Республики Северная Македония в Нидерландах, в феврале 2014 года отказался быть послом Республики Северная Македония в Российской Федерации
Никола Димитров вместе с бывшим министром иностранных дел Греческой Республики Никосом Кодзиасом в 2018 году подписал Преспское соглашение, которое должно было урегулировать спор об именовании Македонии. В результате подписания Преспского соглашения Северная Македония приобрела современное название.

## Карьера
В 1996 году Никола Димитров стал международным юристом по правам человека.
В 2000 году он был назначен заместителем министра иностранных дел Республики Северная Македония.
В 2002 году он заместил Любицу З. Ачевску на посту 2-го посла Республики Северная Македония в США, став самым молодым дипломатом в Вашингтоне (федеральный округ Колумбия).
В октябре 2009 года Никола Димитров занял должность посла Республики Северная Македония в Нидерландах. В марте 2013 года после окончания полномочий планировалось, что он займёт должность посла Республики Северная Македония в Федеративной Республике Германия, но пост достался Николе Колеву.
В феврале 2014 года отказался от возможности быть послом Республики Северная Македония в Российской Федерации.
Никола Димитров был специальным посланником на переговорах по преодолению разногласий под эгидой Организации Объединённых Наций в период с 2003 по 2008 год.
С 2008 по 2011 год был сопредставителем Республики Северная Македония (тогда — Бывшая югославская республика Македония, непризнанное название — Республика Македония) в Международном суде Организации Объединённых Наций по делу против Греческой Республики относительно толкования и осуществления Временного соглашения, подписанного обеими странами в 1995 году.
В 2017 году был назначен министром иностранных дел Республики Северная Македония нового правительства во главе с премьер-министром Зораном Заевым, лидером Социал-демократического союза Северной Македонии, который обязался разрешить споры и наладить отношения с соседними государствами. Будучи главой македонской дипломатии, Никола Димитров подписал Преспское соглашение на церемонии в деревне Псардес общины Преспа децентрализованной администрации Эпир и Западная Македония Греческой Республики, находящейся на озере Преспа.
Бывший член Консультативной группы по вопросам Балканской Политики в Европе.

## Личная жизнь
Отец Николы Димитрова, Димитар Димитров был беженцем Гражданской войны в Греческой Республике.
Никола Димитров дважды женат и имеет 3 детей.
Никола Димитров получил степень бакалавра права в Университета Святых Кирилла и Мефодия в Скопье, а также степень магистра права в Королевском колледже Кембриджского университета, где он специализировался в области международного права.